# 2018年フィンランディア杯
2018年フィンランディア杯(英語: Finlandia Trophy 2017)は2018年にフィンランドで開催されたフィギュアスケートの国際競技会。国際スケート連盟による2018/2019 ISUチャレンジャーシリーズの第7戦である。

## 概要
2018年フィンランディア杯は、2018-2019年シーズンに開催されたフィンランディア杯。フィンランドフィギュアスケート協会が主催し、2018年10月4日から7日にかけて、シニアクラスの男女シングル、ペア、アイスダンス競技が、フィンランド・エスポーのエスポーメトロアリーナ(Espoo Metro Areena)にて行われた。当大会は第23回大会でISUチャレンジャーシリーズの一つに組み込まれた。

## 競技結果

### 男子シングル
- ショートプログラム - 10月5日
- フリースケーティング - 10月6日

### 女子シングル
- ショートプログラム - 10月5日
- フリースケーティング - 10月7日

### ペア
- ショートプログラム - 10月6日
- フリースケーティング - 10月7日

### アイスダンス
- リズムダンス - 10月6日
  - パターンダンスパート : タンゴロマンチカ
  - クリエイティブパート : タンゴ、その他あらゆるリズム
- フリーダンス - 10月7日